# NGC 1591
NGC 1591 је спирална галаксија у сазвежђу Еридан која се налази на NGC листи објеката дубоког неба.
Деклинација објекта је - 26° 42' 46" а ректасцензија 4h 29m 30,7s. Привидна величина (магнитуда) објекта NGC 1591 износи 13,0 а фотографска магнитуда 13,8. Налази се на удаљености од 49,353 милиона парсека од Сунца. NGC 1591 је још познат и под ознакама ESO 484-25, MCG -4-11-15, IRAS 04274-2649, PGC 15276.